# 태평 (동오)
태평(太平)은 중국 손오(孫吳) 폐제(廢帝, 회계왕)의 세 번째 연호이다. 256년 10월에서 258년 10월까지 2년 10개월 동안 사용하였다.
같은 시기에 사용된 다른 연호로는 조위(曹魏)에서 사용한 정원(正元 : 254년 ~ 256년), 감로(甘露 : 256년 ~ 260년), 촉한(蜀漢)에서 사용한 연희(延熙 : 238년 ~ 257년), 경요(景耀 : 258년 ~ 263년)가 있다.

## 연대대조표
| 태평                | 원년                           | 2년        | 3년             |
| 서력                | 256년                          | 257년      | 258년           |
| 육십간지 (六十干支) | 병자(丙子)                     | 정축(丁丑) | 무인(戊寅)      |
| 조위 (曹魏)         | 정원(正元) 3년 감로(甘露) 원년 | 2년        | 3년             |
| 촉한 (蜀漢)         | 연희(延熙) 19년                | 20년       | 경요(景耀) 원년 |

## 같이 보기
- 다른 왕조의 같은 연호
  - 북연(北燕) 태평(409년 ~ 430년)
  - 양(梁) 태평(556년 ~ 557년)
  - 요(遼) 태평(1021년 ~ 1030년)

- 중국의 연호

| 이전 연호 오봉(五鳳) | 중국의 연호 손오(孫吳) | 다음 연호 영안(永安) |